# Đông châu Nam Cực

Đông châu Nam Cực nằm ở bên phải.

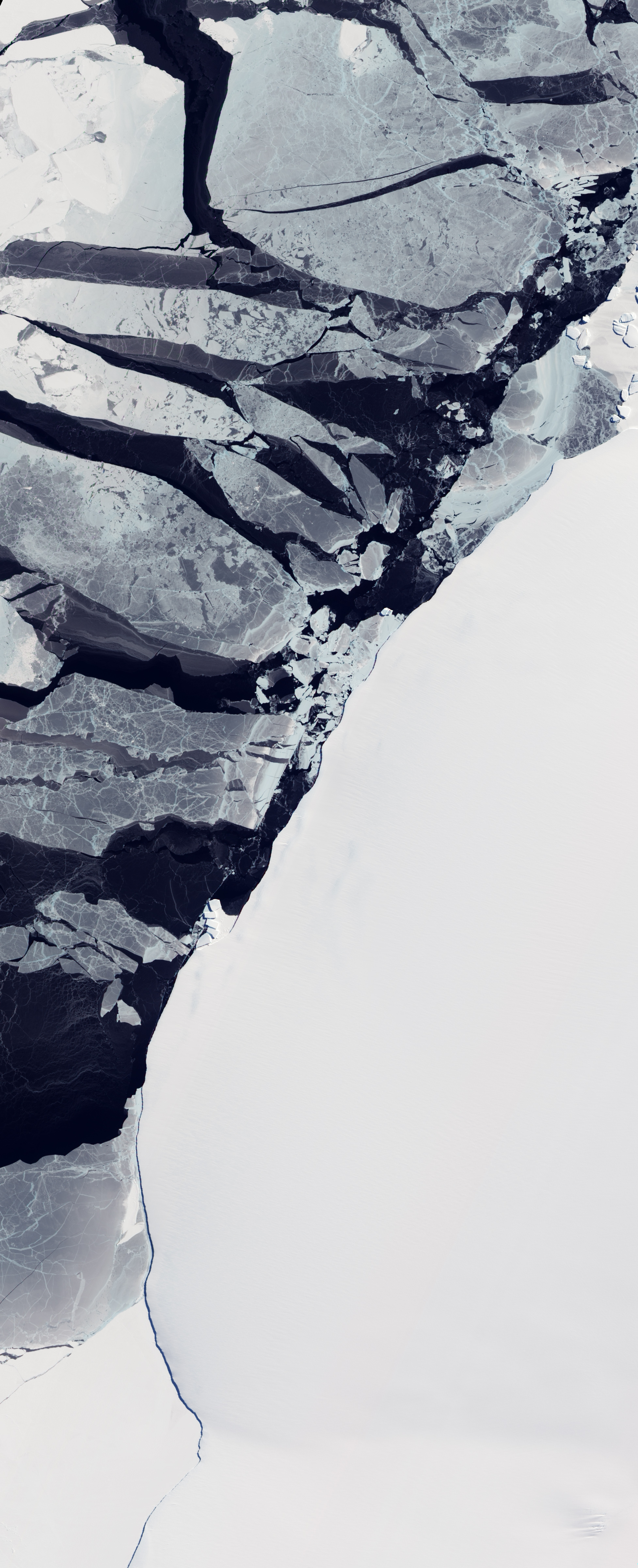
Hình của nhiều loại băng ở bờ biển của đông châu Nam Cực.

Đông châu Nam Cực là một phần lớn (hai phần ba) của lục địa châu Nam Cực và nằm ở phần giáp Ấn Độ Dương của lục địa, trong khi bị chia cắt khỏi tây châu Nam Cực bởi dãy núi Transantarctic. Đông châu Nam Cực nằm hầu như hoàn toàn bên trong đông Bán cầu và cái tên của nó đã được chấp nhận hơn từ một thế kỷ trước. Đông châu Nam Cực nói chung cao hơn phần tây châu Nam Cực và bao gồm dãy núi trung tâm Gamburtsev.
Ngoài trừ khu vực nhỏ ở bờ biển, đông châu Nam Cực hoàn toàn bị bao phủ lâu dài bởi băng tuyết. Loài thực vật duy nhất mọc trên đất là địa y, rêu và tảo trên đá, và một số động vật không xương sống hạn chế bao gồm giun tròn, collembola, mãn và ruồi nhuế. Bờ biển là nơi sinh sản của nhiều chim biển và chim cánh cụt, các loài như hải cẩu báo, hải cẩu Weddell, hải tượng, hải cẩu ăn cua và hải cẩu Ross sinh sản ở các tảng băng xung quanh vào mùa hè.

## Vị trí và đặc điểm
Hầu như bị hoàn toàn bao phủ bởi băng tuyết dày vĩnh cửu, đông châu Nam Cực bao gồm vùng đất Coats, vùng đất Queen Maud, vùng đất Enderby, vùng đất Kemp, vùng đất Mac. Robertson, vùng đất Princess Elizabeth, vùng đất Wilhelm II, vùng đất Queen Mary, vùng đất Wilkes, vùng đất Adélie, vùng đất George V, vùng đất Oates và vùng đất Victoria. Hầu như tất cả các vùng đất nhỏ này đều nằm trong đông Bán cầu, vì điều này nên mới có chữ "Đông" trong cái tên. Cái tên đã tồn tại từ hơn 90 năm trước (Balch, 1902; Nordenskjöld, 1904), nhưng được dùng rộng rãi sau Năm Vật lý Địa cầu Quốc tế (1957–58) và sau sự thám hiểm tìm ra được rằng dãy núi Transantarctic cung cấp sự phân chia rõ ràng giữa đông châu Nam Cực và tây châu Nam Cực. Cái tên được chấp thuận ở Hoa Kỳ bởi Ủy ban tư vấn về tên của châu Nam Cực (US-ACAN) vào năm 1962. Đông châu Nam Cực nói chung cao hơn tây châu Nam Cực, và nó được xem là nơi lạnh nhất trên Trái Đất.
Dãy núi Gamburtsev, dãy núi có kích thước giống dãy Anpơ ở châu Âu, tọa lạc ở giữa đông châu Nam Cực, được cho là nơi tạo mầm cho dải băng Đông Nam Cực, ngay bên dưới Dome A.

## Thực vật và động vật
Chỉ một phần nhỏ của đông châu Nam Cực là không bị bao phủ bởi băng. Khu vực nhỏ mà không có băng (ốc đảo châu Nam Cực) bao gồm khu vực bên trong thung lũng khô McMurdo, là một phần của vùng hệ sinh thái loại đài nguyên có tên là sa mạc châu Nam Cực Maudlandia, sau vùng đất Queen Maud. Ở đây không có cây và bụi rặm, chỉ có một số loài thực vật hạn chế mới sống được; thực vật bao gồm địa y, rêu, và tảo vì chúng có khả năng thích nghi với độ lạnh và bám trên đá.
Bờ biển là nhà của các chim biển, chim cánh cụt, và hải cẩu, vì chúng sinh sản trên bãi biển, bao gồm cả cánh cụt hoàng đế, nổi tiếng sinh sản trong cái lạnh mùa đông của châu Nam Cực.
Chim biển bao gồm loài nam fulmar (Fulmarus glacialoides), loài Macronectes giganteus, loài Daption capense, loài Pagodroma nivea, loài chim báo bão Wilson, loài Stercorarius maccormicki, và loài Thalassoica antarctica.
Hải cầu của Nam Đại Dương bao gồm hải cẩu báo (Hydrurga leptonyx), hải cẩu Weddell (Leptonychotes weddellii), hải tượng phương nam (Mirounga leonina), hải cẩu ăn cua (Lobodon carcinophagus) và hải cẩu Ross (Ommatophoca rossii).
Ở đây không có sinh vật đất liền lớn nhưng có vi khuẩn, giun tròn, collembola, mãn, và ruồi nhuế sống trên rêu và địa y.

## Mối nguy hiểm và bảo tồn
Cái lạnh băng giá của châu Nam Cực làm sự khám phá của con người trở nên cực kỳ khó khăn. Khu vực được bảo vệ bởi hệ thống Hiệp ước châu Nam Cực khi hiệp ước cấm các sự phát triển công nghiệp, phân hủy rác và thử hạt nhân, trong khi đó thung lũng Barwick, một trong những thung lũng khô, và sườn Cryptogam trên núi Melbourne là những khu vực được bảo vệ đặc biệt bởi vì sự sống thực vật của nơi đây.